# 玉村昇悟
玉村 昇悟（たまむら しょうご、2001年4月16日 - ）は、福井県丹生郡越前町出身のプロ野球選手（投手）。左投左打。広島東洋カープ所属。

## 経歴

### プロ入り前
3歳上の兄がプレーしていた影響で越前町立宮崎小学校4年から「宮崎ファイヤーズ」で野球を始め、越前町立宮崎中学校では軟式野球部に所属。右利きであるが、グラブを購入する時に「左の方が投げやすかった」という理由で左利き用のグラブを購入し左投げとなった。
中学時代から注目され県内の私立強豪校からも誘いを受けたが地元の福井県立丹生高等学校に進学し、1年春の県大会からベンチ入り。3年夏には敦賀気比・山田修義が保持していた49奪三振を超える大会新記録の52奪三振（5試合）を記録し「越前のドクターK」の異名を取り、無名の公立校だった同校を初の福井県大会準優勝に導いた。甲子園出場経験はない。
プロ11球団から調査書が届き、2019年10月17日に行われたプロ野球ドラフト会議で広島東洋カープから6位指名を受け、11月13日に契約金2500万円、年俸450万円で仮契約した。背番号は65。県大会決勝でも対戦した敦賀気比の4番・木下元秀が同じく広島から育成2位で指名されチームメイトとなっている。

### 広島時代
2020年は、三軍で基礎練習やスタミナ強化に取り組み、11月1日に二軍の最終戦で実戦初登板したが、6連打を打たれ一死も取れず降板した。フェニックス・リーグでは5試合に登板し、計13回を投げ防御率2.08、16奪三振と好投し、東出輝裕二軍監督代行から「すごくタイミングが取りづらい。どの球種でもストライク、空振りが取れて、ボール球も振らせられる。楽しみ。」と評された。
2021年は、二軍で3試合に先発し、2勝0敗、防御率2.12と結果を残し、4月29日に二軍でバッテリーを組んでいた同期入団の石原貴規と共に一軍に昇格し、同日の横浜DeNAベイスターズ戦で先発しプロ初登板。捕手を務めたのは同じくプロ初先発出場の石原貴規で、「初先発バッテリー」で臨んだが5回5被安打2四球5失点で黒星デビューとなった。6月18日の対DeNA戦（東京ドーム）でプロ初勝利を挙げた。2年目はシーズン中盤から先発ローテに定着し、球団の先発左腕の中では最多の17試合に登板し4勝7敗、防御率3.83。投球回は球団の高卒2年目では前田健太以来となる100イニングに到達し、オフの契約更改では750万円増の1200万円で更改した。
2022年は、春季キャンプ前に福岡ソフトバンクの和田毅と自主トレを行った。シーズン開幕から一軍ローテーション入りを果たすも、投球フォームの違和感から4月7日の巨人戦で初勝利を挙げただけで5月に登録を抹消。2勝目は約5か月後の9月4日（DeNA戦）まで持ち越された。シーズン通算では2勝2敗という成績でシーズンを終え、オフには100万円増となる年俸1300万円（推定）で契約を更改した。
2023年、春季キャンプは二軍スタートだったが、前年に続き最終的に開幕ローテーションを勝ち取った。登板2戦目の対巨人戦（4月9日、マツダスタジアム）でシーズン1勝目を挙げるも、その後は不安定な投球内容もあり降格と昇格を繰り返し、2勝目は4か月後の8月5日の対巨人戦（マツダ）と、前年と同じく時間を要した。最終的に9登板3勝1敗の成績でシーズンを終え、勝利はいずれもマツダスタジアムの巨人戦であった。私生活では同年1月に結婚していたことを、6月に公表。
2024年は、アドゥワ誠・黒原拓未との開幕ローテーション争いに敗れるも、二軍で7試合4勝2敗、防御率1.60の好成績を収め、5月25日に一軍昇格、シーズン初登板（5失点）。セ・パ交流戦に入り2試合で自責点0と好投するも勝ちが付かず、6月15日の楽天戦（楽天モバイル）でシーズン初勝利。7月30日に先発した対DeNA戦（マツダ）では9回二死まで無失点投球を続けるも本塁打を喫し失点、初完封を逃したものの後続を抑えプロ初完投勝利（133球、5安打無四球3失点）を達成した。次登板の8月12日対DeNA戦（マツダ）にて再び完投し（129球、9安打9奪三振3失点）、球団日本人左腕として21年ぶりに2試合連続完投勝利を記録。9月1日の対ヤクルト戦（マツダ）では8回まで無失点投球（9回無死満塁で降板）し自己最多タイの4勝目を記録するも、続く9月8日の対中日ドラゴンズ戦（マツダ）で初回3失点するなど乱調、翌日に一軍登録抹消。9月19日に疲労が見えるブルペン陣補強の為に一軍再昇格し、数試合で中継ぎ登板をこなしシーズン終了。シーズン通算成績は15登板(12先発)で4勝5敗、防御率2.96であった。シーズン後秋季キャンプ中の11月10日に契約更改、1000万円増の推定年俸2600万円でサインした。

## 選手としての特徴
最速147km/hのストレートと、スライダー、カーブ、チェンジアップを投げる。

## 人物
- 愛称は「タマちゃん」[35]。
- 入団会見で司会者から地元の名産を用いたアピールを求められ、「全国でも、僕の地元の越前ガニはとても有名です。越前ガニも（広島と）一緒の赤なので、その赤に負けないようなピッチャーになりたいです。」と“福井なまり”で回答し、場内で拍手が沸き起こった[36]。
- 入団時の身長177cm、体重75kgはどちらも広島の先輩の大野豊と全く同じサイズという左腕で、担当の髙山健一スカウトから「大野さんのような偉大な投手になってほしい」とエールを送られた[37]。
- 妹は福井県高校総体フェンシング女子個人エペで優勝し、全国高校総体（インターハイ）に出場している[38]。
- 好きなタレントは、乃木坂46の遠藤さくら[39]。

## 詳細情報

### 年度別投手成績
| 年 度     | 球 団     | 登 板 | 先 発 | 完 投 | 完 封 | 無 四 球 | 勝 利 | 敗 戦 | セ 丨 ブ | ホ 丨 ル ド | 勝 率 | 打 者 | 投 球 回 | 被 安 打 | 被 本 塁 打 | 与 四 球 | 敬 遠 | 与 死 球 | 奪 三 振 | 暴 投 | ボ 丨 ク | 失 点 | 自 責 点 | 防 御 率 | W H I P |
| --------- | --------- | ----- | ----- | ----- | ----- | -------- | ----- | ----- | -------- | ----------- | ----- | ----- | -------- | -------- | ----------- | -------- | ----- | -------- | -------- | ----- | -------- | ----- | -------- | -------- | ------- |
| 2021      | 広島      | 17    | 17    | 0     | 0     | 0        | 4     | 7     | 0        | 0           | .364  | 432   | 101.0    | 95       | 13          | 40       | 2     | 1        | 67       | 0     | 0        | 47    | 43       | 3.83     | 1.34    |
| 2022      | 広島      | 9     | 8     | 0     | 0     | 0        | 2     | 2     | 0        | 0           | .500  | 188   | 43.2     | 46       | 2           | 13       | 0     | 1        | 21       | 0     | 0        | 19    | 19       | 3.92     | 1.35    |
| 2023      | 広島      | 9     | 9     | 0     | 0     | 0        | 3     | 1     | 0        | 0           | .750  | 199   | 45.1     | 52       | 9           | 11       | 0     | 2        | 44       | 0     | 0        | 28    | 25       | 4.96     | 1.39    |
| 2024      | 広島      | 15    | 12    | 2     | 0     | 1        | 4     | 5     | 0        | 0           | .444  | 311   | 76.0     | 77       | 3           | 11       | 0     | 2        | 58       | 1     | 0        | 32    | 25       | 2.96     | 1.16    |
| 通算：4年 | 通算：4年 | 50    | 46    | 2     | 0     | 1        | 13    | 15    | 0        | 0           | .464  | 1130  | 266.0    | 270      | 27          | 75       | 2     | 6        | 190      | 1     | 0        | 126   | 112      | 3.79     | 1.30    |

- 2024年度シーズン終了時

### 年度別守備成績
| 年 度 | 球 団 | 投手  | 投手  | 投手  | 投手  | 投手  | 投手     |
| 年 度 | 球 団 | 試 合 | 刺 殺 | 補 殺 | 失 策 | 併 殺 | 守 備 率 |
| ----- | ----- | ----- | ----- | ----- | ----- | ----- | -------- |
| 2021  | 広島  | 17    | 2     | 13    | 1     | 1     | .938     |
| 2022  | 広島  | 9     | 3     | 9     | 0     | 0     | 1.000    |
| 2023  | 広島  | 9     | 4     | 7     | 0     | 0     | 1.000    |
| 2024  | 広島  | 15    | 1     | 12    | 0     | 2     | 1.000    |
| 通算  | 通算  | 50    | 10    | 41    | 1     | 3     | .981     |

- 2024年度シーズン終了時

### 記録
初記録
投手記録
- 初登板・初先発登板：2021年4月29日、対横浜DeNAベイスターズ6回戦（MAZDA Zoom-Zoomスタジアム広島）、5回5失点（自責4）で敗戦投手
- 初奪三振：同上、2回表に嶺井博希から空振り三振
- 初勝利・初先発勝利：2021年6月18日、対横浜DeNAベイスターズ9回戦（東京ドーム）、7回2失点
- 初完投・初完投勝利：2024年7月30日、対横浜DeNAベイスターズ11回戦（MAZDA Zoom-Zoomスタジアム広島）、9回3失点

打撃記録
- 初打席：2021年4月29日、対横浜DeNAベイスターズ6回戦（MAZDA Zoom-Zoomスタジアム広島）、2回裏に濵口遥大から空振り三振
- 初安打：2021年5月9日、対中日ドラゴンズ8回戦（バンテリンドーム ナゴヤ）、3回表に柳裕也から左前安打
- 初打点：2021年6月18日、対横浜DeNAベイスターズ9回戦（東京ドーム）、2回表に濵口遥大から左前適時打

### 背番号
- 65（2020年[9] - ）